# Falklandsöarnas herrlandslag i fotboll
Falklandsöarnas herrlandslag i fotboll (engelska: Falkland Islands official football team) representerar Falklandsöarna i fotboll för herrar, och kontrolleras av Falkland Islands Football League. Man är inte med i Fifa eller liknande förbund, och får därmed inte kvala till de stora turneringarna. Däremot spelade man i Internationella öspelen 2001, 2005, 2009, 2011, 2013, 2015 och 2017.